# Jelna (gmina)
Jelna (od 1939 Ruda Łańcucka) – dawna gmina wiejska istniejąca w latach 1934–1939 w woj. lwowskim (dzisiejsze woj. podkarpackie). Siedzibą władz gminy była Jelna.
Gmina zbiorowa Jelna została utworzona 1 sierpnia 1934 roku w powiecie łańcuckim w woj. lwowskim z dotychczasowych jednostkowych gmin wiejskich: Hucisko, Jelna, Łukowa, Ruda, Sarzyna, Wola Zarczycka i Wólka Niedźwiecka.
Gminę zniesiono 1 października 1939 roku, a z jej obszaru utworzono gminę Ruda Łańcucka, jednakże w związku z wybuchem wojny rozporządzenie nie weszło w życie. Natomiast hitlerowcy utworzyli z niej gminę Wola Zarczycka z siedzibą w dużo większej Woli Zarczyckiej (w skład gminy weszła też wschodnia część gminy Kamień (powiat jarosławski).